# Henri-Raymond Villard
Pour les articles homonymes, voir Villard.
Henri-Raymond Villard est un prêtre français de l'Église catholique, né le 4 octobre 1854 à Langres et mort le 7 décembre 1914 à Autun. Il est évêque d'Autun, Chalon et Mâcon de 1906 à sa mort.

## Biographie
Henri-Raymond Villard naît en 1854 à Langres, en Haute-Marne. Il est le fils d'Henri Villard, avocat et poète langrois,,.
Il est licencié en droit en 1876 avant d'être docteur en droit canonique et théologie.
Il devient prêtre à Langres en 1880, puis chancelier de l'évêque de Langres en 1888, curé de Chaumont en 1900 puis enfin évêque d'Autun, Chalon et Mâcon le 13 juillet 1906. Il meurt à Autun le 7 décembre 1914.